# Alchiba
Alchiba o Alchita es el nombre de la estrella α Corvi (α Crv / 1 Corvi / HD 105452), de magnitud aparente +4,00 y sólo la quinta más brillante de la constelación de Corvus, a pesar de tener la denominación de Bayer Alfa. Su nombre proviene de la palabra árabe الخباء Al Ḣibā‘ y significa «la tienda» —entendiéndose como vivienda—.
En China era conocida como Yew Hea (右轄), «el eje derecho».
Alchiba es una estrella blanca-amarilla de tipo espectral F0 cercana al sistema solar, a 48,2 años luz de distancia, con una temperatura efectiva de ~ 7000 K.
No tan diferente del Sol, su masa es sólo un 20% mayor que la del mismo, siendo su luminosidad 4 veces mayor que la luminosidad solar.
Su radio es un 67% más grande que el del Sol y gira sobre sí misma con una velocidad de rotación proyectada de 23,5 km/s, dando lugar a un período de rotación igual o inferior a 3,6 días.
Antiguamente catalogada como gigante, hoy se la considera una estrella de la secuencia principal o, de hecho, casi una estrella subenana, pues su brillo es inferior a otras estrellas de su clase. Esta clase de estrellas son demasiado calientes para su temperatura, resultado de su bajo contenido en metales. Aunque Alchiba no es una subenana clásica, su contenido en hierro es sólo el 25% del solar.
Su edad se estima en 400 millones de años.
Se sospecha que Alchiba puede ser una binaria espectroscópica, aunque por el momento su duplicidad no ha sido confirmada.